# Gora (regiune)

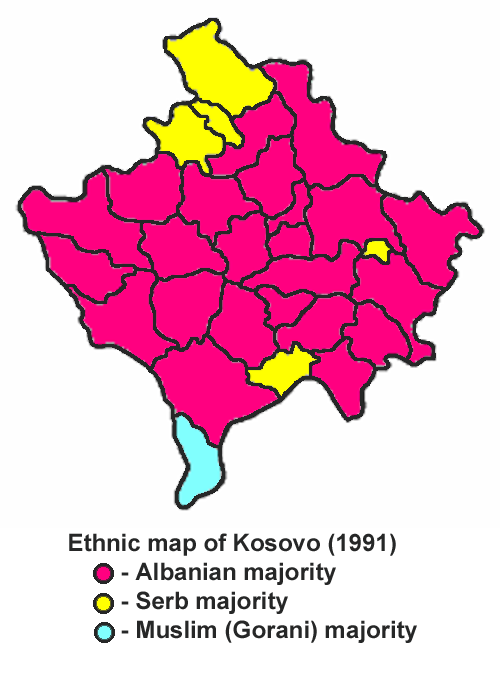
Fosta comună Gora din Kosovo, marcată cu albastru

Gora (în alfabetul chirilic: Гора) este o regiune geografică situată în sudul Republicii Kosovo, în nord-estul Albaniei și în nord-vestul Macedoniei de Nord locuită de albanezi, macedoneni, bosniaci, bulgari, gorani, sârbi și turci. Între 1992 și 1999 partea regiunii Gora care aparținea provinciei Kosovo forma o comună, iar populația sa era de 17.574 persoane conform recensământului din 1991. Astăzi, regiunea face parte din comuna Dragaš a Republicii Kosovo. Partea albaneză a regiunii Gora este inclusă în comunele Shishtavec și Zapod, în timp ce partea macedoneană se află în partea de nord-est a comunei Bogovinje.
În vestul regiunii Gora este regiunea Lumë, care se întinde atât în Kosovo, cât și în Albania.

## Distribuție geografică

### Albania
Regiunea Gora din cadrul Albaniei este alcătuită din 10 sate locuite în mod tradițional de gorani: Zapod, Pakisht, Orçikël, Kosharisht, Cernalevë, Orgjost, Orshekë, Borje, Novosej și Shishtavec.
Potrivit recensământului recensământului din 2011, peste două treimi din populația satului Shishtavec s-a declarat de etnie albaneză, în timp ce 7,7% s-a identificat ca fiind macedoneană. În satul Zapod 79% din locuitori s-au declarat albanezi și 11,7% s-au declarat macedoneni.

### Kosovo
Regiunea Gora din cadrul Kosovo este formată din 19 sate locuite în mod tradițional de gorani: Baćka, Brod, Vranište, Globočica, Gornja Rapča, Gornji Krstac, Dikance, Donja Rapča, Donji Krstac, Dragaš, Zli Potok, Kruševo, Kukuljane, Lještane, Ljubošte, Mlike, Orčuša, Radeša și Restelica.
Potrivit recensământului din 1991, populația comunei Gora era compusă din:
- albanezi: 22.785[7]
- gorani: 16.129[8]

Goranii din Kosovo au susținut că doresc ca fosta comună Gora cu o majoritate gorani (care a fuzionat cu comuna Opolje cu populația majoritar albaneză pentru a forma comuna Dragaš cu o majoritate albaneză) să se alăture comunității comunelor sârbe. La 3 noiembrie 2013 70% din populația regiunii a votat în favoarea înființării comunei Gora ca parte a comunității comunelor sârbe, potrivit liderului politic al goranilor, Safet Kuši.

### Republica Macedonia de Nord
În Republica Macedonia de Nord există două sate locuite de gorani: Jelovjane și Urvič situate în regiunea Polog care se învecinează cu regiunea Gora. La recensământul macedonean din 2001 populația din Jelovjane s-a declarat în majoritate ca fiind turcă (90%), în timp ce populația din Urvič s-a declarat de etnie turcă (85%) și albaneză (15%).

## Legături externe
- Gora 1968 part 1 - Short Documentary film about Gora
- Gora 1968 part 2 - Short Documentary film about Gora